# Enseada Berende

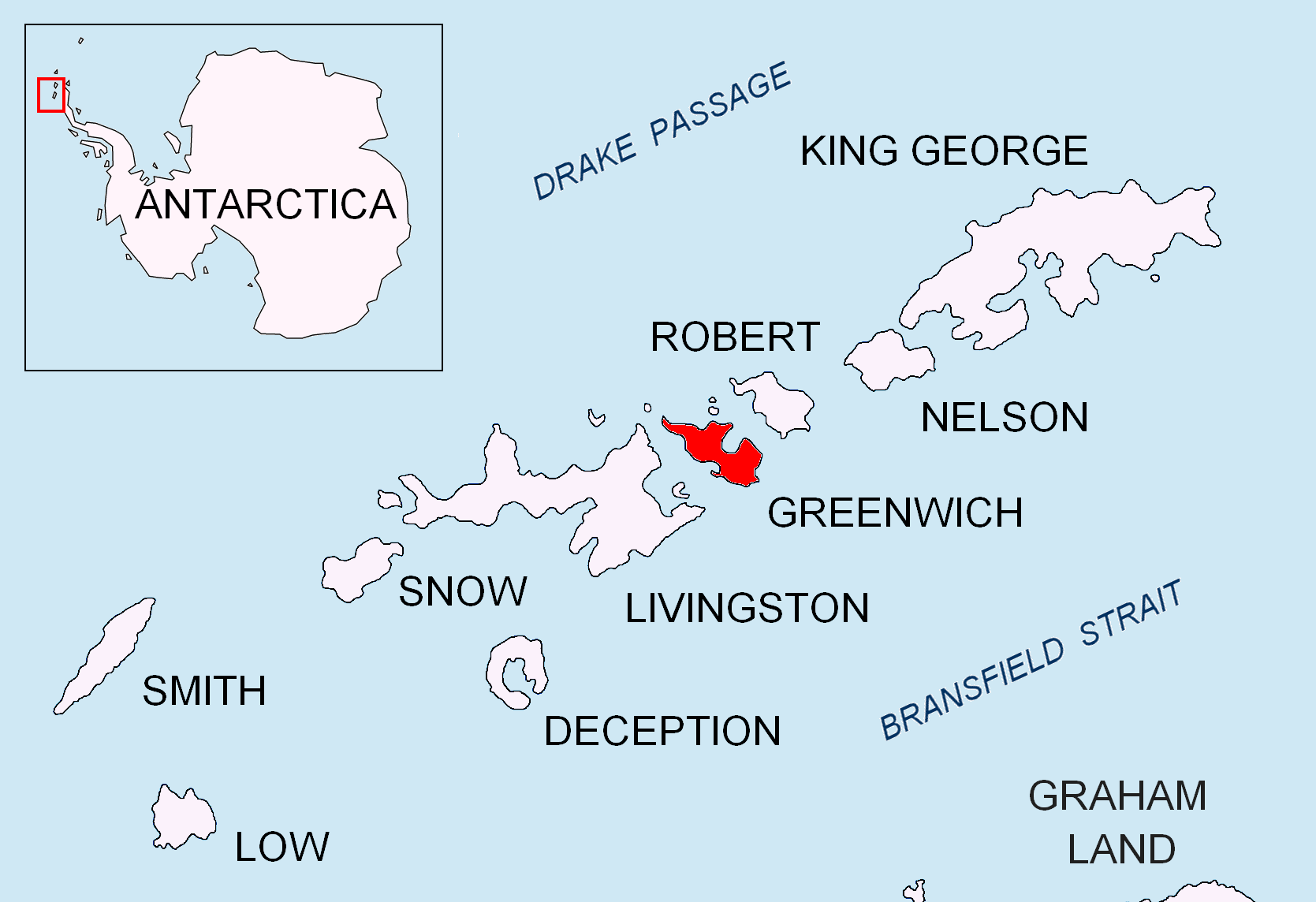
Localização da Ilha Greenwich nas Ilhas Shetland do Sul.

A Enseada Berende (em búlgaro:  залив Беренде, ‘Zaliv Berende’ \'za-liv be-ren-'de\) é uma enseada de 3,3 km de largura indentando para 1,15 km a costa sudoeste da Ilha Greenwich nas Ilhas Shetland do Sul, Antártica.  Entrada sul do Cabo Pelishat.
A enseada recebeu o nome do assentamento de  Berende na Bulgária ocidental.

## Localização
A Enseada Berende é localizada em 62° 28′ 25″ S, 59° 58′ 35″ O.  Mapeamento búlgaro em 2009.

## Mapa
- L.L. Ivanov. Antártica: Ilha Livingston e Ilhas Greenwich, Robert, Snow e Smith. Scale 1:120000 topographic map.  Troyan: Manfred Wörner Foundation, 2009.  ISBN 978-954-92032-6-4